# KOI
KOI, denominat oficialment per motius de patrocini Finetwork KOI, és una organització d'origen català dedicada als esports electrònics fundada el 2021 pel youtuber i streamer basc Ibai Llanos i l'exfutbolista català Gerard Piqué, amb seu a Barcelona. Actualment, l'organització competeix en els videojocs League of Legends, Valorant i Teamfight Tactics. També compten amb diversos creadors de contingut, entre els quals es destaquen celebritats com Juan SGuarnizo, Ander Cortés, Knekro, Mayichi, o Axozer.

## Història
L'1 de setembre de 2021 l' influencer i excomentarista d'esports electrònics Ibai Llanos va anunciar amb el futbolista Gerard Piqué mitjançant un vídeo al seu canal de YouTube que conformarien un club d'esports electrònics per competir a la Superlliga LVP (màxima competició espanyola de League of Legends), adquirint una plaça després de l'ascens d'un dels equips. Es va dir en aquell moment que encara no havia estat decidit res quant a noms, logos, patrocinadors o jugadors i que se sabria més amb el pas del temps.
El 15 de novembre, a les 21.00 hores (CET), Ibai Llanos va anunciar en un directe des de la plataforma de streaming Twitch que organitzaria un esdeveniment el 15 de desembre al Palau Sant Jordi de Barcelona on es coneixeria tota la informació referida al nou club (logo, nom, patrocinadors...), així com la plantilla de l'equip de League of Legends, i el conjunt de creadors de contingut. A més, va confirmar que l'equip de League of Legends s'estrenaria aquell mateix dia en un enfrontament amistós contra el club francès Karmine Corp.
En la presentació oficial el 15 de desembre al Palau Sant Jordi hi van acudir presencialment 15.000 persones, més les que seguien l'esdeveniment en una retransmissió en viu a Twitch, amb pics d'audiència que superaven les 350.000 persones. Es va donar a conéixer que el nom de l'equip seria Finetwork KOI. Els patrocinadors que conformarien l'equip inicialment serien Finetwork, Disney+, Telepizza, InfoJobs, Cupra, Samsung i Kelme.
En l'esdeveniment es va presentar a la primera plantilla de League of Legends, conformada per Enzo "SLT" Gonzalez (toplaner), Luís "Koldo" Pérez (jungla), Jørgen "Hatrixx" Elgåen (midlaner), Rafa "Rafitta" Ayllón Zapata (AD Carry) i Daniel "seaz" Binderhofer (suport), així com a l'equip tècnic en què participarien Jesús "Falco" Pérez i Tiago "Aziado" Rodrigues com a entrenadors.
En la plantilla de creadors de contingut, Ernesto "BarbeQ" Folch per a la direcció de continguts i per ser creador de contingut juntament amb els seus 11 companys restants: Ander Cortés, Knekro, Mayichi, JuanSGuarnizo, NiaLakshart, Pandarina, Elisawaves, Karchez, Amph, Suzyroxx, Riobó i Carola.
Durant el mateix esdeveniment es va anunciar que KOI competiria també en Valorant, un altre joc de Riot Games. Finalment, el dia 5 de gener de 2022, el club va anunciar des del seu compte oficial de Twitter que l'equip comptaria Gabriel "starkk" Marques, Ladislav "Sacake" Sachr, Oskar "PHYRN" Palmqvist, Joona "H1ber" Parviainen, Gabriel "shrew " Gessle i Gerard Vicente "ThoR" Domínguez com a suplent.
El 31 de març de 2022, a través de les xarxes socials de KOI, es va donar la notícia que el club incursionaria a Teamfight Tactics amb la incorporació de l'exjugador professional de League of Legends Antonio "Reven" Pino, que anteriorment havia competit també a l'alta escena de Teamfight Tactics.
El 25 de maig de 2022, s'incorpora Axozer com a nou creador de contingut per a l'organització.
El 6 d'octubre de 2022, Ibai Llanos va anunciar la fusió de KOI amb Rogue. Segons l'acord, les dues organitzacions s'unirien per competir junts en les diferents disciplines esportives de què formaven part a partir del 2023, i jugarien sota el nom de KOI. D'aquesta manera, tots dos clubs competirien junts a la <i id="mwaA">League of Legends</i> European Championship (LEC), la Superlliga LVP, la Valorant Champions Tour EMEA (VCT) i amb equips també a les competicions de Rocket League, Tom Clancy's Rainbow Six: Siege i Call of Duty.
Actualment, KOI és una de les organitzacions d'esports electrònics més grans del món quant a nombre de seguidors i aficionats. Les seves partides de League of Legends han aconseguit rècords històrics d'audiència a la Superlliga LVP, amb una mitjana de més de 100.000 espectadors en totes les seves participacions entre les transmissions des dels canals de Twitch de la Lliga de Videojocs Professional i d'Ibai Llanos (qui aporta major part de l'audiència), i tenint un màxim pic històric de 212.000 espectadors.

## Creadors de contingut[calcitació]
| Creadors de contingut actuals | Creadors de contingut actuals | Creadors de contingut actuals | Creadors de contingut actuals |
| Nacionalitat                  | Àlies                         | Nom                           | Durada                        |
| ----------------------------- | ----------------------------- | ----------------------------- | ----------------------------- |
| País Valencià                 | BarbeQ                        | Ernesto Folch Casanoves       | 2021-                         |
| Canàries                      | Lakshart Nia                  | Nira Isabel Àfrica            | 2021-                         |
| Andalusia                     | Mayichi                       | Maite Carrillo                | 2021-                         |
| Andalusia                     | Pandarina                     | Marina                        | 2021-                         |
| Madrid                        | Knekro                        | Sergio García                 | 2021-                         |
| Galícia                       | Elisawaves                    | Elisa Peña Casanova           | 2021-                         |
| Euskadi                       | Ander                         | Ander Cortés Antonio          | 2021-                         |
| Madrid                        | Karchez                       | José Carlos Sánchez           | 2021-                         |
| Catalunya                     | Amph                          | Anay González                 | 2021-                         |
| Colòmbia                      | Juansguarnizo                 | Juan Sebastián Guarnizo       | 2021-                         |
| Galícia                       | Carola                        | -                             | 2021-                         |
| Romania                       | Suzyroxx                      | Susana                        | 2021-                         |
| Andalusia                     | Rioboo                        | Jose Rioboo                   | 2021-                         |
| País Valencià                 | Axozer                        | -                             | 2022-                         |

## Simbologia
El nom de l'equip, KOI, va fer referència a una llegenda japonesa sobre els peixos koi (un tipus de carpa), i com un va nedar en contracorrent a través del riu, arribant al capdamunt d'una cascada per convertir-se finalment en un drac. La mascota de l'equip és un magikarp (un tipus de pokémon el disseny del qual es basa en el d'una carpa, com indica el seu nom) de color morat.

## League of Legends
Actualment, League of Legends és el principal focus competitiu de l'organització. L'equip es va donar a conèixer el 15 de desembre de 2021 al Palau Sant Jordi, estant el seu primer roster format pels jugadors Enzo "SLT" Gonzalez (toplaner), Luís "Koldo" Pérez (jungla), Jørgen "Hatrixx" Elgåen (midlaner), Rafa "Rafitta" Ayllón Zapata (AD Carry) i Daniel "seaz" Binderhofer (suport). Aquell mateix dia es van estrenar en una sèrie amistosa al millor de tres contra l'equip francès d'esports electrònics Karmine Corp que guanyarien amb un 2-1, encara que el 8 de gener de 2022 van jugar la tornada contra Kcorp al Carrousel du Louvre a París, aquesta vegada amb victòria del conjunt francès amb un 1-2.
El seu debut competitiu es va donar el 10 de gener del 2022 a la Superlliga LVP contra Barça eSports, marcant el seu primer rècord d'audiència en aquell moment.
El 16 d'abril de 2022 es va fer pública la desvinculació de Jesús "Falco" Pérez de l'organització, que fins aquell moment ocupava el càrrec d'entrenador principal.
L'11 de maig de 2022 es van donar a conèixer les noves modificacions fetes a l'equip de League of Legends de KOI per la Superlliga LVP. Danusch "Arvindir" Fischer reemplaçaria a Jesús "Falco" Pérez en el càrrec de Head Coach, anunciant també a Matti "WhiteKnight" Sormunen com a nou toplaner i Francisco José "Xico" Cruz Antunes com a midlaner. D'altra banda, els altres jugadors com Koldo, Rafitta i Seaz seguien en les funcions amb l'equip.
| Plantilla actual de League of Legends | Plantilla actual de League of Legends | Plantilla actual de League of Legends | Plantilla actual de League of Legends | Plantilla actual de League of Legends |
| Nacionalitat                          | Àlies                                 | Nom                                   | Rol                                   |                                       |
| ------------------------------------- | ------------------------------------- | ------------------------------------- | ------------------------------------- | ------------------------------------- |
| Finlàndia                             | WhiteKnight                           | Matti Sormunen                        | Toplaner                              |                                       |
| Espanya                               | Koldo                                 | Luis Pérez                            | Jungla                                |                                       |
| Portugal                              | Xico                                  | Francisco José Cruz Antunes           | Midlaner                              |                                       |
| Espanya                               | Raffita                               | Rafa Ayllón Zapata                    | Tirador                               |                                       |
| Àustria                               | seaz                                  | Daniel Binderhofer                    | Suport                                |                                       |
| Alemanya                              | Arvindir                              | Danusch Fischer                       | Entrenador Principal                  |                                       |
| Portugal                              | Aziat                                 | Tiago Rodrigues                       | Entrenador Assistent                  |                                       |

## Valorant
A l'equip de Valorant es troben els jugadors Gabriel "starkk" Marques, Ladislav "Sacake" Sachr, Oskar "PHYRN" Palmqvist, Joona "H1ber" Parviainen, Gabriel "shrew" Gessle i Gerard Vicente "ThoR" Domínguez com a suplent. Van debutar oficialment a la Valorant Spain: Rising el 15 de febrer de 2022 en un partit contra Case eSports. A la mateixa lliga van arribar a semifinals, on van patir una derrota contra Rebels Gaming.
El dia 27 d'abril del 2022 es va fer pública la sortida del jugador Joona "H1ber" Parviainen de l'equip de Valorant, i el 5 de maig s'incorpora el jugador Famsii per suplir-lo.
A l'split d'Estiu de la Valorant Spain: Rising l'equip va tenir serioses complicacions, amb tan sols 5 partits guanyats i 13 perduts, cosa que els va fer córrer el risc de baixar a segona divisió. Per aquest motiu, l'organització va decidir fitxar, durant la temporada, tant al finalista de la temporada de primavera Alberto "Neptuno" González Molinillo, en lloc de Gabriel "starkk" Marques i al jugador Martin "Magnum" Penkov, que provenia de Fnatic, per substituir Gabriel "shrew" Gessle i intentar millorar els resultats. Al final de la temporada, els dos darrers classificats de la temporada d'estiu de la Valorant Spain: Rising, Finetwork Koi i Herbalife Real Betis, s'enfrontarien en un duel directe per evitar el descens a la segona divisió. Finalment, l'equip de KOI va guanyar per un resultat de 3-1, mantenint així la seva plaça a la primera divisió del Valorant nacional.

### Plantilla Valorant
| Plantilla actual de Valorant | Plantilla actual de Valorant | Plantilla actual de Valorant | Plantilla actual de Valorant | Plantilla actual de Valorant |
| Nacionalitat                 | Àlies                        | Nom                          | Rol                          |                              |
| ---------------------------- | ---------------------------- | ---------------------------- | ---------------------------- | ---------------------------- |
| Txèquia                      | Magnum                       | Martin Peňkov                | Sentinella                   |                              |
| Espanya                      | Neptú                        | Alberto Gonzalez             | Sentinella                   |                              |
| Finlàndia                    | Famsii                       | Ramses Koivukangas           | Duelista                     |                              |
| Txèquia                      | Sakake                       | Ladislav Sachr               | Iniciador                    |                              |
| Suècia                       | Phyrn                        | Karl Oskar Philip            | Sentinella                   |                              |
| Espanya                      | Aska                         | Antonio Lozano               | Entrenador Principal         |                              |